# Hella Haasse

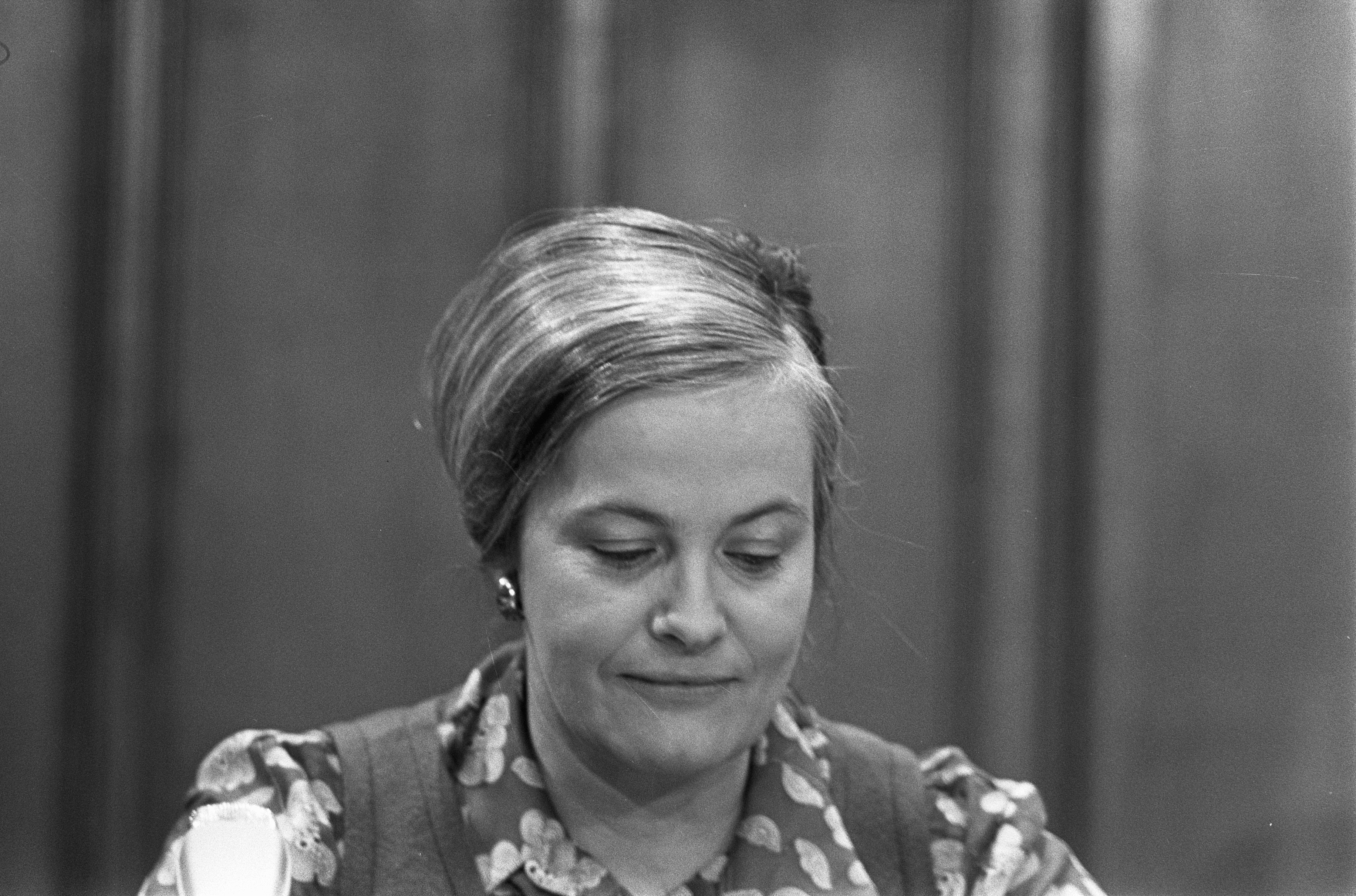
Hella Haasse (MNL, 1970)

Hélène Serafia (Hella) Haasse (Batavia, 2 februari 1918 – Amsterdam, 29 september 2011) was een Nederlandse schrijfster van romans, essays, toneel en poëzie. Haar bekendste titels zijn de in 1948 als Boekenweekgeschenk verschenen novelle Oeroeg, de historische roman Het woud der verwachting uit 1949 en de Indische roman Heren van de thee uit 1992. In 1983 werd haar de P.C. Hooft-prijs toegekend en in 2004 de Prijs der Nederlandse Letteren. Zij was een van de eerste Nederlandse schrijvers die hun werk in het buitenland actief onder de aandacht brachten en behoort tot de in het buitenland meest gelezen Nederlandse schrijvers. Ze is tot op heden ook de enige auteur die drie keer het Boekenweekgeschenk verzorgde.

## Biografie

### Jeugd
Hélène Serafia Haasse werd op 2 februari 1918 te Batavia (het tegenwoordige Jakarta) geboren als oudste kind van Willem Hendrik Haasse, die als financieel inspecteur in Nederlands-Indië de belastingontduiking tegenging en boeken schreef onder het pseudoniem W.H. van Eemlandt, en de concertpianiste Katharina Diehm Winzenhöhler. Op 4 oktober 1921 werd een zoon geboren, Willem Hendrik Johannes. Haasse was een achterkleinkind van de bekende Amsterdamse kunst- en boekhandelaar R.W.P. de Vries.
Haasse bracht met twee onderbrekingen haar hele jeugd in Nederlands-Indië door. De eerste was het in Nederland doorgebrachte tweejarige verlof van haar vader in 1920 en 1921, waardoor Haasse in Nederland de kleuterschool bezocht. Vervolgens doorliep ze een katholieke lagere school in Soerabaja, Nederlands-Indië. Van 1924 tot 1928 verbleef ze wederom in Europa, omdat haar moeder opgenomen werd in een sanatorium in het Zwitserse Davos en ging naar de lagere school bij de nonnen. Haasse woonde achtereenvolgens bij haar oma in Heemstede en in een kinderpension in Baarn. In 1928 keerde de familie terug naar Nederlands-Indië, waar Haasse haar middelbare school doorliep.

### Lidmaatschap Kultuurkamer en huwelijk
Na haar eindexamen in 1938 verhuisde zij naar Nederland om Scandinavische taal- en letterkunde te gaan studeren in Amsterdam. In 1939 debuteerde ze met gedichten in het tijdschrift Werk. Hetzelfde jaar vroeg haar toekomstige echtgenoot Jan van Lelyveld haar toe te treden tot de redactie van Propria Cures, waarmee ze kort nadien al weer ophield.
Het uitbreken van de oorlog verhinderde dat haar familie zich bij haar voegde; een weerzien vond pas in 1946 plaats. In 1941 stopte Haasse met haar studie en begon ze met een opleiding aan de Amsterdamse Toneelschool. Om in haar levensonderhoud te voorzien sloot ze zich aan bij het Centraal Tooneel dat onder leiding stond van Cees Laseur. Dit impliceerde dat zij lid was van de Nederlandsche Kultuurkamer, waarvoor zij naar eigen zeggen geen keuze had.
Er zijn weleens mensen geweest die daar aanmerking over hebben gemaakt, maar ik heb nooit enige moeilijkheid ondervonden na de oorlog. Waarschijnlijk omdat de mensen die zich erin hebben verdiept erachter zijn gekomen dat het bij mij geen kwestie was van carrière maken over de ruggen van niet-werkende collega's. Daar had het helemaal niets mee te maken. Op het moment dat ik mij kon veroorloven om ermee op te houden, toen ik trouwde met Jan, heb ik dat ook gedaan.
Op 18 februari 1944 trouwde ze met Jan van Lelyveld (1918-2008), die ze in 1939 had leren kennen bij Propria Cures en beëindigde haar toneelcarrière, al bleef ze indirect aan het toneelgezelschap verbonden door het schrijven van teksten voor het zomercabaret van het gezelschap. Ze schreef ook voor Wim Sonneveld en na de oorlog voor Cor Ruys. In de hongerwinter schreef ze een deel van de roman Het woud der verwachting. Haasse en Van Lelyveld kregen tussen 1944 en 1951 drie dochters. De oudste, Chrisje, overleed in 1947.

### Na 1945
In 1948 brak Haasse door als auteur met het boekenweekgeschenk Oeroeg, over de vriendschap tussen een planterszoon en een inlandse jongen die als volwassenen tegenover elkaar staan als koloniale overheerser respectievelijk vrijheidsstrijder.
Van 1961 tot 1963 nam Hella Haasse samen met onder anderen Godfried Bomans en Victor van Vriesland deel aan het televisieprogramma Hou je aan je woord van Karel Jonckheere.
In 1969 reisde ze onder meer naar Java, waarna het verlangen naar Indonesië bleef opspelen. In 1976 verbleef ze er nogmaals, wat leidde tot het besef: "nu heb ik het gezien, ik besef nu pas dat ik een vreemdeling ben, ook al is het mijn geboorteland."
In 1979 verhuisde Haasse met haar man naar Frankrijk. Zij woonde tot 1990 in een klein dorpje, Saint-Witz, in de streek Val-d’Oise, niet ver van het stadje Senlis.
In juli 2007 werd er een planetoïde naar haar genoemd, 'Hellahaasse'. In 2008 volgde de planting van de Boom Hella S. Haasse in het Vondelpark.
De laatste jaren van haar leven woonde Hella Haasse te Amsterdam, waar zij na een kort ziekbed overleed op de leeftijd van 93 jaar.

## Werk

### Fictie

#### Indische romans
Een aantal van Haasses boeken spelen in Nederlands-Indië, de bekendste daarvan zijn Oeroeg, waarmee ze doorbrak en die werd uitgekozen voor de campagne "Nederland Leest" in 2009, en Heren van de thee uit 1992, over een theeplanter in Nederlands-Indië die zijn verantwoordelijkheid tegenover de inlandse bevolking beseft. In Sleuteloog uit 2002 komen de verschillen tussen Nederlanders en inlanders aan de orde.

#### Historische romans
Haar eerste historische roman is Het woud der verwachting uit 1949, over de 15e-eeuwse Franse dichter en edelman Charles d'Orléans. Als haar belangrijkste historische romans gelden De scharlaken stad uit 1952, die zich afspeelt in het Rome in de renaissance, eind 15e eeuw en begin 16e eeuw en Een nieuwer testament uit 1966, waarin het Romeinse keizerrijk van de vijfde eeuw het verhaaldecor is. Weer andere werken, zoals De tuinen van Bomarzo, houden het midden tussen roman en essay.
De historische romans die, na een onderbreking, vanaf 1976 weer verschijnen verschillen sterk in opzet van de eerdere. Kenmerkend voor deze latere periode in het oeuvre is de documentaire roman waaraan echte brieven en documenten ten grondslag liggen en de auteur verbindend commentaar levert. De eerste titel van dit type roman is Een gevaarlijke verhouding of Daal-en-Bergse brieven uit 1976, die voortborduurt op de Franse roman Les Liaisons dangereuses (1782) van Pierre Choderlos de Laclos en het tweeluik Mevrouw Bentinck of Onverenigbaarheid van karakter uit 1978 en De groten der aarde of Bentinck tegen Bentinck uit 1981. Met Schaduwbeeld bracht ze de min of meer vergeten baron Joan Derk van der Capellen tot den Pol weer tot leven.

#### Contemporaine romans
De verborgen bron uit 1950 (waarvan de titel was ontleend aan een citaat van de filosoof Ralph Waldo Emerson: Man is a stream, whose source is hidden. Our being is descending into us from we know not whence., uit zijn essay The Over-Self uit 1841) en De ingewijden uit 1957 horen bij elkaar, al kunnen ze ook zelfstandig worden gelezen, en kunnen doorgaan voor psychologische romans of ideeënromans, omdat de personages hiervan een donker verleden trachten te doorgronden. In de eerste titel onderneemt het hoofdpersonage een reconstructie van het leven van zijn schoonmoeder, die lang geleden zelfmoord heeft gepleegd of op andere wijze verdwenen is. In de tweede roman blijkt dat zij op Kreta verblijft. Deze roman gaat over een min of meer toevallige ontmoeting van zes personen met ieder een verschillende achtergrond tijdens hun verblijf in Griekenland in 1954: het Amerikaanse meisje Jessica Manning, de jonge Kretenzer Niko Stephandidakis, de Nederlandse leraar klassieke talen Lucas Gosschalk, de zestienjarige jongen Marten Siebeling, de schilderes Elina Breskel en de ex-nazi Helmuth Sturm. Ze raken bij elkaar betrokken, beïnvloeden elkaar bewust en onbewust en maken ieder voor zich een crisis in de eigen ontwikkeling door. Voor drie van hen betekent dit het einde van het leven en voor de anderen in zekere zin een begin. In elk van de zes hoofdstukken van deze roman is een van hen als ik-persoon aan het woord.
Volgens literatuurwetenschapper J.J. Oversteegen is De tuinen van Bomarzo zo opgezet dat het van de lezer afhangt in welk genre dit werk valt. De mogelijkheden beperken zich niet tot de keuze tussen roman en essay, maar ook een leeswijze als geschiedwerk, een psychologische zelfanalyse en zelfs 'een parabel van het schrijverschap'. De bedrieglijk eenvoudige eerste zin van het werk legt meteen de mogelijkheden bloot: 'Het is begonnen met dromen.' Daarmee is aangegeven 1) dat de bron van wat volgt in het onderbewuste van de verteller ligt, 2) dat er ergens geen sprake meer van dromen zal zijn, 3) een signaal voor een leeswijze als fictie, namelijk de inzet die in medias res is ('Het is begonnen...'), 4) dat psychologie een rol speelt, vanwege de verwijzing naar Sigmund Freud ('dromen'), die bovendien zowel de activiteit van het dromen zelf kan aanduiden als de dromen die daarvan het resultaat zijn.
In Huurders en onderhuurders uit 1971 wonen vijf bewoners op verschillende afdelingen van hetzelfde huis en lopen twee perioden door elkaar.
De thriller-achtige roman De wegen der verbeelding uit 1983 brengt vier van zulke wegen samen. Een geheel vergeten dichter uit de jaren 1920 heeft de belangstelling van een journalist opgewekt, die naspeuringen doet en tegelijk werkt aan de opzet van een detectiveroman. Zowel fragmenten van deze synopsis als van het essay over de dichter komen in het boek voor, alsmede de verhalen die een vrachtwagenchauffeur aan diens echtgenote heeft verteld. Bovendien ondergaan de journalist en zijn vrouw in Zuid-Frankrijk allerlei mysterieuze belevenissen. De verbeelding heeft sterke invloed op het alledaagse leven.
In Berichten van het blauwe huis komen twee zusters die elkaar in geen jaren gezien hebben, samen vanwege de verkoop van hun ouderlijke woning. De hieruit voortvloeiende intrige wordt door twee vertellers gerapporteerd: naast een auctoriale verteller die zich in het huis lijkt te bevinden is er een 'wij'-verteller, die het perspectief van de andere bewoners van de villawijk vertegenwoordigt. De combinatie hiervan biedt de lezer een vollediger beeld van de werkelijkheid dan de personages toebedeeld is.

### Toneel
Al tijdens de oorlog begon Haasse aan een toneelstuk: Bloch. Pas in oktober 1953 ging het in première bij toneelgroep Puck. Een fragment werd in 1955 opgevoerd tijdens een bevrijdingsherdenking door leerlingen van Amsterdamse r.k. middelbare scholen. Het verscheen niet in druk. Het Theaterinstituut Nederland bezit een exemplaar van de tekst.
Verder schreef zij onder andere 'Een draad in het donker', 'De brug' en 'Geen bacchanalen'.

### Non-fictie
De non-fictie valt grofweg uiteen in autobiografische essays en herinneringen, en literair-kritische arbeid, waarin doorgaans proza wordt onderzocht op thema's en motieven.

#### Autobiografische essays
Autobiografische geschriften zijn onder meer Zelfportret als legkaart uit 1954, Persoonsbewijs uit 1967 en Een handvol achtergrond uit 1993.

#### Beschouwingen over literatuur
De literair-kritische essays, waaronder meerdere beschouwingen over werk van Vestdijk en Hermans. Een gedeelte hiervan is verzameld in Zelfstandig, bijvoeglijk uit 1972 en Lezen achter de letters uit 2000.
Centraal in het werk, zowel in de romans als in het beschouwende proza, is de zoektocht naar een grotere samenhang achter de zich als chaotisch aandienende alledaagse realiteit. Hierdoor heeft het werk vaak het karakter van een zoektocht of puzzel. Dit kan ook worden omschreven als de zoektocht naar de zin van het bestaan. De verwevenheid van de levens der personages brengt vaak ingenieuze literaire constructies met zich mee.

### Varia
Als literatuurhistorica manifesteerde ze zich in 1981 met het biografische werk Het licht der schitterige dagen. Het leven van P.C. Hooft. In haar boek Bij de Les = Schoolplaten van Nederlands Indië, over een veertigtal schoolplaten, haalt zij herinneringen uit Indië op.
In het voorjaar van 2007 ontdekte Haasse bij haar thuis oude krantenstukken met een avonturenroman, Sterrenjacht, die ze in 1949 schreef en die in 1950 als feuilleton is verschenen in Het Parool, onder het pseudoniem C.J. van der Sevensterre. Tot 2007 was niet bekend dat Haasse achter dit pseudoniem schuilging.

## Schrijfstijl en thematiek
Kenmerkend voor de schrijfstijl is de helderheid, met een voorkeur voor weergave van de zichtbare realiteit, terwijl de verhaalstructuur vaak complex is met veel gebruik van flashbacks. De speurtocht naar uiteindelijk uitblijvende antwoorden heeft in de loop der jaren steeds meer geleid tot het openbreken van de romanstructuur, waarbij historisch materiaal en aan de verbeelding ontsproten passages elkaar afwisselen. Noch de literatuur, noch de geschiedschrijving kunnen een afgerond verhaal bieden.

## Waardering
De literaire status van de auteur is geleidelijk gegroeid. Criticus Kees Fens meent dat de afwezigheid van de Tweede Wereldoorlog in haar werk er aanvankelijk voor zorgde dat het zich niet liet indelen in de literatuur van de jaren vijftig en zo terzijde kwam te staan. Uiteindelijk kwam Haasse boven alle partijen te staan. Het opinieweekblad Hervormd Nederland schreef lovend over haar: "Hella Haase is een grand old lady in de Nederlandse literatuur".

## Hella Haasse-museum
Hella Haasse had een eigen virtueel museum op het internet. Op 5 februari 2008, drie dagen na haar negentigste verjaardag, opende zij het museum tijdens een feestelijke bijeenkomst voor genodigden door via het intikken van een wachtwoord als eerste in te loggen.
Het museum maakte het persoonlijke archief van Haasse openbaar. Naast haar eigen documenten, zoals familiefoto’s, brieven en dagboekaantekeningen, waren er ook boekfragmenten, interviews en documentaires ondergebracht.
In 2017 werd het virtuele museum opgeheven.

## Prijzen en onderscheidingen
- 1948 - Novelleprijsvraag CPNB voor Oeroeg
- 1958 - Prijsvraag Atlantische Commissie voor De ingewijden
- 1961 - Prijs van de Stichting Kunstenaarsverzet 1942-1945 voor haar gehele oeuvre
- 1962 - ANV-Visser Neerlandia-prijs voor Een draad in het donker
- 1977 - Littéraire Witte Prijs voor Een gevaarlijke verhouding of Daal-en-Bergse brieven
- 1981 - Constantijn Huygens-prijs voor haar gehele oeuvre
- 1983 - P.C. Hooft-prijs voor haar gehele oeuvre
- 1984 - Zilveren medaille van de Franse Société Académique Arts-Sciences-Lettres
- 1985 - Dr. J.P. van Praag-prijs voor haar gehele oeuvre
- 1988 - Eredoctoraat in de Letteren aan de Rijksuniversiteit Utrecht
- 1993 - Publieksprijs voor het Nederlandse Boek voor Heren van de thee
- 1995 - Annie Romeinprijs voor haar gehele oeuvre
- 1992 - Eremedaille voor Kunst en Wetenschap van de Huisorde van Oranje
- 1995 - Officier in de Franse Orde van Kunsten en Letteren
- 1995 - Eredoctoraat van de Katholieke Universiteit Leuven.
- 1995 - Opzij Literatuurprijs
- 2000 - Officier in het Franse Legioen van Eer
- 2002 - Commandeur in de Franse Orde van Kunsten en Letteren
- 2003 - NS Publieksprijs voor het Nederlandse Boek voor Sleuteloog
- 2003 - Dirk Martensprijs voor Sleuteloog
- 2004 - Prijs der Nederlandse Letteren voor haar gehele oeuvre

Planetoïde nummer 10250, ontdekt in 1971, werd genoemd naar Hella Haasse. Deze planetoïde bevindt zich ergens tussen Jupiter en Mars.
Aan de vooravond van haar honderdste geboortedag op 2 februari 2018,
is door haar kleindochters een gedenksteen onthuld in de Nieuwe Kerk van Amsterdam.